# Marc Kennedy
Marc Kennedy (ur. 5 lutego 1982 w St. Albert, Alberta) – kanadyjski curler, mistrz olimpijski 2010, mistrz świata 2008. Obecnie występuje na pozycji trzeciego w drużynie Kevina Koe, wcześniej był drugim u Kevina Martina.
Kennedy jest trzykrotnym mistrzem prowincji juniorów, po przekroczeniu wieku juniorskiego po raz pierwszy zdobył tytuł mistrza prowincji w 2007. Jako junior grał na pozycji drugiego dla Cartera Rycrofta podczas Canadian Junior 1998, w Canadian Junior 1999 i 2001 był trzecim w drużynie Jeffa Ericksona.
W 2003 był rezerwowym podczas Zimowej Uniwersjady 2003, złoty medal wywalczyła właśnie Kanada (skip Mike McEwan), jednak Kennedy nie zagrał w żadnym spotkaniu.
Po zdobyciu dwóch tytułów mistrza świata juniorów John Morris przeprowadził się do Alberty w 2003, w nowym zespole Kennedy grał jako drugi. W 2004 zdobyli drugie miejsce w Canada Cup przegrywając w finale z Randym Ferbeyem.
26 kwietnia 2006 Kennedy wraz z Morrisem zostali zawodnikami w nowym zespole srebrnego medalisty olimpijskiego z 2002, Kevina Martina.
W 2007 zespół Martina z Kennedym wygrał mistrzostwa Alberty i wystąpił w Tim Hortons Brier 2007, tam zajął 4. miejsce.
Drużyna z Martinem powróciła na Mistrzostwa Kanady 2008. Z bilansem 11-0 zespół zajął 1. miejsce w round-robin i grał w wyższym playoffie, drużyna zmierzyła się tam ze Saskatchewanem (Pat Simmons) 8:7. W finale Alberta pokonała Ontario (Glenn Howard) 5:4.
W Mistrzostwach Świata 2008 Kanada wraz z Kennedym w round-robin zdobyła pierwszą pozycję (10-1, przegrana 5:6 z rewelacją turnieju, Chinami, Wang Fengchun). W fazie playoff na początku Kanada spotkała się ze Szkocją, mecz ten przegrała wynikiem 6:7. Następnie spotkała się w półfinale z Norwegią (5:4) i w finale ponownie rywalizowała ze Szkocją. Tym razem Kanadyjczycy zrewanżowali się i wygrali 6:3 zdobywając tym samym tytuł mistrzów świata. Marc Kennedy był najlepszym zawodnikiem na pozycji drugiego (88% skuteczności).
W krajowych rozgrywkach 2009 drużyna Martina okazał się bezkonkurencyjna, bez żadnej porażki wygrała Boston Pizza Cup 2009 i Tim Hortons Brier 2009. Kennedy uzyskał średnią skuteczność 91% i został wybrany do pierwszej drużyny All-Stars. Na MŚ 2009 Kennedy uzyskał średnią skuteczność 90%, najlepszą ze wszystkich drugich, Kanada zdobyła srebrny medal po porażce w finale ze Szkocją (David Murdoch) 6:7.
Zespół Martina zwyciężył w Canadian Olympic Curling Trials 2009 i Marc Kennedy reprezentował Kanadę na Zimowych Igrzyskach Olimpijskich 2010. Z kompletem zwycięstw Kanada zakwalifikowała się do fazy play-off, gdzie wynikiem 6:3 pokonała w półfinale Szwedów (Niklas Edin) i następnie w finale tym samym rezultatem Norwegów (Thomas Ulsrud).

## Wielki Szlem
| Turniej                | 2003–04 | 2004–05 | 2005–06 | 2006–07 | 2007–08 | 2008–09 | 2009–10 | 2010–11 | 2011-12 | 2012-13 | 2013-14 | 2014-15 |
| ---------------------- | ------- | ------- | ------- | ------- | ------- | ------- | ------- | ------- | ------- | ------- | ------- | ------- |
| Canadian Open          | A       | SF      | F       | W       | W       | F       | W       | QF      | QF      | x       | QF      |         |
| Masters                | QF      | x       | QF      | SF      | QF      | QF      | QF      | QF      | SF      | SF      | F       | QF      |
| The National           | A       | QF      | x       | W       | A       | SF      | x       | W       | F       | SF      | QF      | x       |
| Elite 10               | –       | –       | –       | –       | –       | –       | –       | –       | –       | –       | –       |         |
| Players’ Championships | W       | x       | QF      | W       | F       | SF      | W       | W       | SF      | x       | W       |         |

| A  | = nie uczestniczył                         |
| x  | = nie zakwalifikował się do fazy finałowej |
| QF | = ćwierćfinał                              |
| SF | = półfinał                                 |
| F  | = finał                                    |
| W  | = zwycięstwo                               |

## Drużyna
|           | Czwarty        | Trzeci        | Drugi         | Otwierający       |
| --------- | -------------- | ------------- | ------------- | ----------------- |
| 2014/2015 | Kevin Koe      | Marc Kennedy  | Brent Laing   | Ben Hebert        |
| 2013/2014 | Kevin Martin   | David Nedohin | Marc Kennedy  | Ben Hebert        |
| 2006/2013 | Kevin Martin   | John Morris   | Marc Kennedy  | Ben Hebert        |
| 2003/2006 | John Morris    | Kevin Koe     | Marc Kennedy  | Paul Moffatt      |
| 2000/2001 | Jeff Erickson  | Marc Kennedy  | Kevin Skarban | Aaron Sarafinchan |
| 1998/1999 | Jeff Erickson  | Marc Kennedy  | Kevin Skarban | Kevin McNee       |
| 1997/1998 | Carter Rycroft | Glen Kennedy  | Marc Kennedy  | Jason Lesmeister  |

## Canadian Team Ranking System
Pozycje drużyn Marca Kennedy’ego w rankingu CTRS:
- 2013/2014: 3.[8]
- 2012/2013: 6.
- 2011/2012: 3.
- 2010/2011: 1.
- 2009/2010: 1.
- 2008/2009: 2.
- 2007/2008: 2.
- 2006/2007: 1.